# Liste der Monuments historiques in Loos
Die Liste der Monuments historiques in Loos führt die Monuments historiques in der französischen Stadt Loos auf.

## Liste der Bauwerke
| Bezeichnung    | Beschreibung                  | Standort                    | Kennzeichnung | Schutzstatus | Datum | Bild           |
| -------------- | ----------------------------- | --------------------------- | ------------- | ------------ | ----- | -------------- |
| Schloss Landas | Erbaut ab dem 17. Jahrhundert | 6, avenue Kühlmann (Lage)   | PA00107733    | Inscrit      | 1984  | weitere Bilder |
| Hôtel de Ville | Erbaut 1884                   | Rue du Maréchal-Foch (Lage) | PA59000070    | Inscrit      | 2001  | weitere Bilder |

## Liste der Objekte
- Monuments historiques (Objekte) in Loos (Nord) in der Base Palissy des französischen Kultusministeriums